# Slag bij Nevele (1452)
De Slag bij Nevele werd op 25 mei 1452 gevochten rond Nevele tussen Gent en Nevele enerzijds, en troepen van Filips de Goede anderzijds. Filips was de hertog van Bourgondië en tegelijk ook graaf van Vlaanderen. Deze slag vond plaats tijdens de Gentse Opstand (1449-1453). Sommige bronnen maken gewag van een Gentse overwinning, terwijl andere een aanvankelijke "Bourgondische" overwinning vermelden, waarna de Bourgondiërs nog zware verliezen leden op hun terugtocht
Deze slag kan verward worden met de eigenlijke 'slag bij Nevele' die plaats had in 1381.

## Aanloop
Op 18 mei 1452 hadden troepen uit Nevele en Gent de brug van Sint-Eloois-Vijve verbrand, om troepen van Filips de Goede, die Kortrijk bezetten, de doorgang naar Nevele te bemoeilijken. Ondertussen hadden Gentse troepen een versterking opgebouwd in Nevele onder leiding van Jan van Melle of Jan de Vos.

## De slag
Op 25 mei 1452 vielen de troepen van Filips de Goede onder leiding van Jan van Bourgondië, graaf van Estampes Nevele aan. Zowel over het verloop van de slag als over de behaalde overwinning lopen de versies uiteen.
Volgens een eerste versie mislukte een eerste aanval op de brug over de Poekebeek, maar de teruggeslagen ridders wisten iets verder de beek over te steken en zo de stad Nevele binnen te trekken. Andere bronnen spreken over versterkingen van grachten en schansen rond Nevele, die makkelijk werden ingenomen door de troepen van de graaf. Vast staat dat de Nevelse en Gentse troepen zich terugtrokken, allicht naar Landegem.
Jan van Melle liet de noodklokken luiden om gewapende mannen uit de omgeving te verzamelen, en 400 tot 500 gewapende boeren verzamelden zich. Er kwamen ook versterkingen aan uit Gent onder leiding van Pieter van den Nieuwenhuis. Na deze hergroepering vielen ze Nevele terug aan. Volgens sommige bronnen werden de plunderende soldaten van de hertog verrast en probeerden zich rond de brug te verschansen waar een groot aantal "Bourgondiërs" sneuvelde of verdronk.
Andere bronnen vermelden een aanvankelijke tegenaanval van de Bourgondiërs onder leiding van Antoine de Hérines , maar deze werd gedood door enkele boeren en de Gentenaars namen Nevele weer in. De overgebleven troepen van de hertog die zich buiten Nevele bevonden vielen Nevele terug aan. Nevele werd nu ook langs de andere zijde aangevallen door troepen van Anton van Bourgondië, die na de aanvankelijke inname vluchtende Gentenaars hadden achtervolgd. De Bourgondiërs overwonnen en staken Nevele in brand.
Na de strijd te Nevele, al dan niet met een "Bourgondische" zege, trokken de troepen van de hertog zich terug richting zuiden langs de Leistraat. Ze verzamelden hun gedode manschappen in een schuur en staken ze in brand, zodat ze niet in Gentse handen zouden vallen. Boeren uit omliggende dorpen hadden echter de wegen versperd met omgehakte bomen, en vielen de Bourgondiërs aan. Bovendien werden ze ook nog aangevallen door 700 à 800 man onder leiding van de heer van Poeke. In het hierop volgende gevecht kwam de graaf van Estampes zelf ook in gevaar. Volgens anderen was het in het eerste gevecht aan de brug over de Poekebeek dat de graaf ingesloten raakte. Uiteindelijk wist de graaf van Estampes met een sterk uitgedund leger te ontsnappen naar Harelbeke.